# Corticaria ferruginea
Corticaria ferruginea är en skalbaggsart som beskrevs av Thomas Marsham 1802. Corticaria ferruginea ingår i släktet Corticaria, och familjen mögelbaggar. Arten är reproducerande i Sverige.